# Sennan, Osaka
Sennan (japanska: 泉南市?, Sennan-shi) är en stad i Osaka prefektur i Japan. Staden fick stadsrättigheter 1970.
Den södra delen av Kansais internationella flygplats, som ligger på en konstgjord ö, ligger i Sennan. Bron till flygplatsen ligger dock i Izumisano.